# Llandudno Cable Car
Llandudno Cable Car ist eine Attraktion auf der Seeseite des Ortes Llandudno im Conwy County Borough, Wales. Die 1,622 km lange Seilbahn führt am Great Orme entlang. Sie wurde am 30. Juni 1969 eröffnet. Bei der Eröffnung war es die längste personenbefördernde Seilbahn in Großbritannien. Die Kabinen ermöglichen einen Blick auf die Irische See (mit Aussicht nach Rhyl und zur Isle of Man) und auf den Snowdonia-Nationalpark. Derzeit sind 20 Kabinen im Einsatz, die die Station in etwa minütlichen Abständen verlassen. Die Kabinen sind rot, gelb, orange, hellblau und lila. Die Seilbahn gehört der Firma Kinetics Industrial Ltd. Der höchste Punkt befindet sich etwa 24,38 m über dem Boden. Neun Türme unterstützen das Seil.

## Lage
Die untere Station liegt auf dem Aberdeen Hill in den Happy Valley Gardens. Die Station ist von der Promenade und dem Llandudno Pier aus sichtbar. Der Zugang erfolgt über einige Stufen und ist nicht für Rollstuhlfahrer geeignet. Die obere Station befindet sich in der Nähe des eigentlichen Gipfels des Great Orme. Die Seilbahn ist von vielen Orten rund um Llandudno aus sichtbar.

## Wettereinschränkungen
Die Seilbahn darf bei Windgeschwindigkeiten von mehr als 35 km/h wegen Sicherheitsvorschriften nicht in Betrieb genommen werden. Oftmals ist es am Happy Valley viel ruhiger, während der Wind am Gipfel unvorhersehbar ist, so dass es zu Schließungen kommt, die einige Minuten bis den ganzen Tag andauern können. Ebenfalls kann die Seilbahn nicht bei Gewitter verkehren und muss schließen, wenn der Regen zu stark ist. 
Die Seilbahn fährt üblicherweise vom Beginn der Osterferien bis zum Ende der Schulferien Ende Oktober.